# Diócesis de Macedonia
La diócesis de Macedonia (Latín: Dioecesis Macedoniae, Griego: Διοίκησις Μακεδονίας) fue una diócesis del Imperio Romano Tardío, formando parte de la prefectura del pretorio de Iliria. Su centro administrativo era Tesalónica.

## Historia
La diócesis se formó, probablemente bajo Constantino I (r. 306-337), a partir de la división de la diócesis Diocleciana de Mesia. Incluía las provincias de Macedonia Prima, Macedonia Salutaris, Tesalia, Epiro vetus, Epiro novus, Acaya y Creta. Junto con Dacia y, hasta el 379, Panonia, formaba la prefectura de Iliria. En el 379, Panonia se separó y se fusionó con la prefectura del Pretorio de Italia y Tesalónica se convirtió en la nueva capital de la prefectura en lugar de Sirmio.